# Microterys hunanensis
Microterys hunanensis är en stekelart som beskrevs av Xu och Shi 1999. Microterys hunanensis ingår i släktet Microterys och familjen sköldlussteklar. Inga underarter finns listade i Catalogue of Life.